# Governatorato di Reval
Il governatorato di Reval (in russo Ревельская губерния, Revel'skaja gubernija; in estone Tallinna asehaldurkond) fu un governatorato dell'Impero russo. Chiamato come la città di Reval, oggi conosciuta come Tallinn, fu creato nel 1719 nei territori conquistati all'Impero svedese nella grande guerra del Nord. L'ex dominion dell'Estonia svedese fu formalmente ceduto alla Russia con il trattato di Nystad nel 1721. Mentre il dominio dei re di Svezia era stato liberale, con grande autonomia concessa alle classi più basse, il regime fu reso più autoritario con gli zar russi, e la servitù della gleba non fu abolita fino al 1819.
Il governatorato consisteva della parte settentrionale dell'attuale Estonia, all'incirca corrispondente alle contee di Harjumaa inclusa la città di Tallinn, Lääne-Virumaa, Ida-Virumaa, Raplamaa, Järvamaa, Läänemaa e Hiiumaa. Nelle successive riorganizzazioni amministrative, il governatorato fu chiamato nel 1796 governatorato dell'Estonia (Эстляндская губерния o Ėstljandskaja gubernija). Il 12 aprile 1917 fu espanso per includere la Livonia settentrionale, per arrivare a corrispondere all'incirca all'attuale Estonia indipendente.
Il governatorato di Reval e il successivo governatorato dell'Estonia fu una delle tre Province baltiche, insieme alla Livonia e alla Curlandia, nell'Impero russo. Dopo la Rivoluzione russa del 1917, la capitale Tallinn rimase sotto controllo sovietico fino al 24 febbraio 1918, quando fu dichiarata l'indipendenza dell'Estonia.